# Брашанац, Дарко
Да́рко Бра́шанац (серб. Darko Brašanac / Дарко Брашанац; 12 февраля 1992, Чаетина, СФРЮ) — сербский футболист, полузащитник испанского клуба «Леганес» и национальной сборной Сербии.

## Карьера
С 6 лет играл за команду «Златибор» из Чаетины. С 2005 года занимался в юношеской секции «Партизана», первым тренером стал Сладжан Шчепович. В январе 2010 года стал тренироваться в старшей команде. Дебютировал 14 марта 2010 в игре с кульским «Хайдуком», вышел на замену на 80-й минуте вместо Клео (счёт 2:0). С 2011 года по 2012 год выступал на правах аренды за «Смедерево».

## Достижения
- Чемпион Сербии: 2012/13